# جيلسون تافاريس
جيلسون بنشيمول تافاريس (من مواليد 29 ديسمبر 2001) هو لاعب كرة قدم محترف من الرأس الأخضر يلعب كمهاجم لنادي إستوريل البرتغالي. مثل منتخب الرأس الأخضر.

## مسيرته الدولية
ظهر تافاريس لأول مرة مع منتخب الرأس الأخضر في خسارة ودية 2-1 أمام غينيا في 10 أكتوبر 2020.